# Geistesblitz
Geistesblitz, umgangssprachlich auch Gedankenblitz, bezeichnet einen plötzlichen (klugen) Einfall. Gemeint ist eine spontane Eingebung, als eine besondere Form der Ideenfindung.
1819 schrieb Joseph Görres in Teutschland und die Revolution, „[...] dasz in solchen übergangszeiten geistesblitze zuckend durch die ganze gesellschaft fahren [...]“
Zum geflügelten Wort im Deutschen wurde der Geistesblitz durch Wilhelm Busch. 1883 karikierte dieser in Balduin Bählamm, der verhinderte Dichter „einen guten Menschen, der Bählamm hieß Und Schreiber war“. Im zweiten Kapitel finden sich die Verse:
[…]
Doch führt ihn bald ein tiefer Zug
Zu höherem Gedankenflug.
Schon brennt der Kopf, schon glüht der Sitz,
Schon sprüht ein heller Geistesblitz;
Schon will der Griffel ihn notieren;
Allein es ist nicht auszuführen,
[…]
Viel älter hingegen ist der griechische Ausruf Heureka, der so viel bedeutet wie Ich hab's gefunden.

## Weiterführende Literatur
- David L. Pratt (Hrsg.): Geniale Gedanken. Geistesblitze von Nobelpreisträgern. Ullstein-Taschenbuch, Berlin 2009.